# PixelJunk
PixelJunk é um jogo eletrônico produzido pela Q-Games para download exclusivo PlayStation 3. Está disponível para download na PlayStation Store. Está foi produzida e apresentada em 11 de Julho de 2007 na E3 2007 com a série PixelJunk Racers. PixelJunk roda na resoluçaõ nativa de 1080p full HD. esta série é publicada pela Q-Games no Japão, e pela Sony Computer Entertainment em outros territórios.

## Séries
- 1-1: PixelJunk Racers
- 1-2: PixelJunk Monsters
- 1-3: PixelJunk Eden

### Outras séries em desenvolvimento
PixelJunk Monsters PSP
Series 1 projeto 1-4 e 1-5 ainda pra ser anunciado.
Série 2
Apesar de uma série 2 da linha de jogos PixelJunk ainda está para ser anunciada, Dylan Cuthbert tem sugerido que os jogos da segunda série poderiam "ter… talvez alguns dos antigos aspectos 3D e trazê-los até o estilo HD.